# دنیای مردگان (فیلم ۲۰۰۳)
دنیای مردگان (به انگلیسی: Underworld) فیلمی آمریکایی در ژانر اکشن ترسناک به کارگردانی لن وایزمن در اولین تجربهٔ کارگردانی‌اش است که در سال ۲۰۰۳ دربارهٔ راز تاریخ خون‌آشام‌ها و نوعی از گرگینه‌ها به نام لایکن ساخته شده است. فیلم‌نامه این فیلم توسط دنی مک‌براید بر اساس داستانی از کوین گرویوکس، وایزمن و مک‌براید به رشته تحریر درآمده است. این فیلم به عنوان اولین قسمت از مجموعه فیلم‌های دنیای مردگان، و دومین نسخه به ترتیب زمانی این سری به‌شمار می‌رود. در این فیلم بازیگرانی همچون کیت بکینسیل، اسکات اسپیدمن، مایکل شین، شین برولی، اروین لدر و بیل نای ایفای نقش می‌کنند. داستان فیلم دربارهٔ سیلین (کیت بکینسیل)، خون‌آشامی است که لایکن‌ها را شکار می‌کند. در این بین او به یک انسان، با نام مایکل کوروین (اسکات اسپیدمن) علاقه پیدا می‌کند که مورد هدف لایکن‌ها قرار گرفته است. پس از اینکه مایکل توسط لایکنی گاز گرفته می‌شود، سیلین باید تصمیم بگیرد که به وظیفه خود مبنی بر کشتن او عمل کند یا در مقابل طایفه‌اش قرار بگیرد و مایکل را نجات دهد.
دنیای مردگان در ۱۵ سپتامبر ۲۰۰۳ در سالن نمایش چینی گرامن در لس‌آنجلس، کالیفرنیا به نمایش درآمد و در ۱۹ سپتامبر توسط سونی پیکچرز ریلیزینگ در ایالات متحده اکران شد. فیلم به‌طور کلی با واکنش‌های منفی از سوی منتقدان همراه بود، اما ۹۵ میلیون دلار در سراسر جهان فروش کرد در حالی که ۲۲ میلیون دلار بودجه ساخت آن بوده است. دنبالهٔ این فیلم تحت عنوان دنیای مردگان: تکامل سه سال بعد در ژانویه ۲۰۰۶ اکران شد، و سه فیلم دیگر نیز در ادامه ساخته شدند.

## خلاصه داستان
۶۰۰ سال است که خون‌آشام‌ها با گرگینه‌ها (در این فیلم به نام لایکن‌ها) در مبارزه‌اند. گرگینه‌ها که تدریجاً در حال افولند، توسط رهبرشان لوسین (مایکل شین) با کشف یک ترکیب خونی مخصوص از خون‌آشام و گرگینه، موفق به ایجاد یک نسل جدید گرگینه می‌شود…

## بازیگران
- کیت بکینسیل در نقش سیلین، یک قاتل خون‌آشام حرفه‌ای تحت نام مستعار «سوداگر مرگ»
- اسکات اسپیدمن در نقش مایکل کوروین، یک دانشجوی پزشکی که تبدیل به یک هایبرید می‌شود
- مایکل شین در نقش لوسین، رهبر گروه لایکن‌ها
- بیل نای در نقش ویکتور، یکی از خون‌آشام‌های ارشد و از نظر قدرت دومین آن‌ها
- شین برولی در نقش کریون، یک خون‌آشام نجیب‌زاده که برای از بین بردن ارشدها نقشه می‌کشد
- اروین لدر در نقش سینج، دانشمند لایکن که همراه با لوسین قصد خلق موجودات ترکیبی خون‌آشام و لایکن را دارند
- سوفیا مایلز در نقش اریکا، یک خون‌آشام روسپی درباری که به دنبال جلب توجه کریون است
- رابی جی در نقش کان، خون‌آشامی جنگجو که به سیلین کمک می‌کند
- کوین گرویوکس در نقش ریز، لایکنی عضلانی که دست راست لوسین است
- زیتا گوروگ در نقش آملیا، یکی دیگر از خون‌آشام‌های ارشد
- ونتورث میلر در نقش آدام لاکوود، هم دانشگاهی مایکل